# Lijst van scholen op Aruba
De lijst met scholen op Aruba omvat de scholen van het regulier onderwijs op Aruba.

## Beschrijving
Het regulier en het speciaal onderwijs op Aruba bestaat uit meer dan 80 scholen, vanaf kleuterschool tot en met het mbo. Deze scholen worden door de Arubaanse overheid gesubsidieerd en staan onder het toezicht van de Directie Onderwijs. In het schooljaar 2015/2016 waren er in totaal 21.381 leerlingen op deze scholen geregistreerd en waren er bij deze scholen 1.456 leerkrachten in dienst.
Het Arubaans onderwijssysteem voorziet in leerplichtonderwijs van 4 tot 18 jaar, waarvan ten minste tot 16 jaar de school bezocht moet worden. De scholen staan in principe open voor scholieren van alle gezindten. De onderwijstaal is Nederlands; sedert 2009 loopt op enkele basisscholen het proefproject Scol Arubano Multilingual (SAM). SAM is meertalig onderwijs gebaseerd op de moedertaal Papiaments als onderwijstaal.

## Lijst van scholen

### Scol Preparatorio
De peuterschool is open als dagopvang voor kinderen van 0 tot 4 jaar.
De kleuterschool geeft lessen aan kinderen vanaf 3,5/4-7 jaar en is open voor kinderen van 3,5-4 jaar en ouder, mits deze zindelijk zijn. 
|    | School                                   | Schoolbestuur | Regio                |
| -- | ---------------------------------------- | ------------- | -------------------- |
| 1  | Agnes Kleuterschool                      | S.K.O.A.      | Noord/Tanki Leendert |
| 2  | Anglo                                    | S.K.O.A.      | Oranjestad           |
| 3  | Ayo Kleuterschool                        | S.K.O.A.      | Paradera             |
| 4  | Arco Iris Kleuterschool                  | openbaar      | Oranjestad           |
| 5  | Cayena Kleuterschool                     | S.K.O.A.      | Noord/Tanki Leendert |
| 6  | Colegio Conrado Coronel                  | openbaar      | Oranjestad           |
| 7  | Commandeur Pieter Boer                   | openbaar      | San Nicolas          |
| 8  | Faith Revival                            | S.O.A.Z.A.    | Oranjestad           |
| 9  | Fontein                                  | openbaar      | San Nicolas          |
| 10 | Graf von Zinzendorf School Kleuterschool | S.P.C.O.A.    | San Nicolas          |
| 11 | Imelda Kleuterschool                     | S.K.O.A.      | Oranjestad           |
| 12 | Jacintha Kleuterschool                   | S.K.O.A.      | Oranjestad           |
| 13 | J.N. Andrews                             | S.V.E.O.A.    | Oranjestad           |
| 14 | Mon Plaisir Kleuterschool                | S.P.C.O.A.    | Oranjestad           |
| 15 | Peutergroep Prikichi                     | S.O.C.        | Noord                |
| 16 | Rayo di Solo                             | S.K.O.A.      | San Nicolas          |
| 17 | Scol Prep. Aurora                        | S.K.O.A.      | Noord/Tanki Leendert |
| 18 | Scol Prep. Cacique Aterima               | S.K.O.A.      | Santa Cruz           |
| 19 | Scol Prep. Kukwisa                       | S.K.O.A.      | Savaneta             |
| 20 | Scol Prep. Nos Paraiso                   | S.K.O.A.      | Paradera             |
| 21 | Scol Prep. Prome Paso                    | S.K.O.A.      | Savaneta             |
| 22 | Scol Prep. Tarcisius                     | S.K.O.A.      | San Nicolas          |
| 23 | Scol Prep. Washington                    | openbaar      | Noord/Tanki Leendert |
| 24 | Sint Jan                                 | S.K.O.A.      | Santa Cruz           |
| 25 | Trupial                                  | S.K.O.A.      | Santa Cruz           |

### Scol Basico

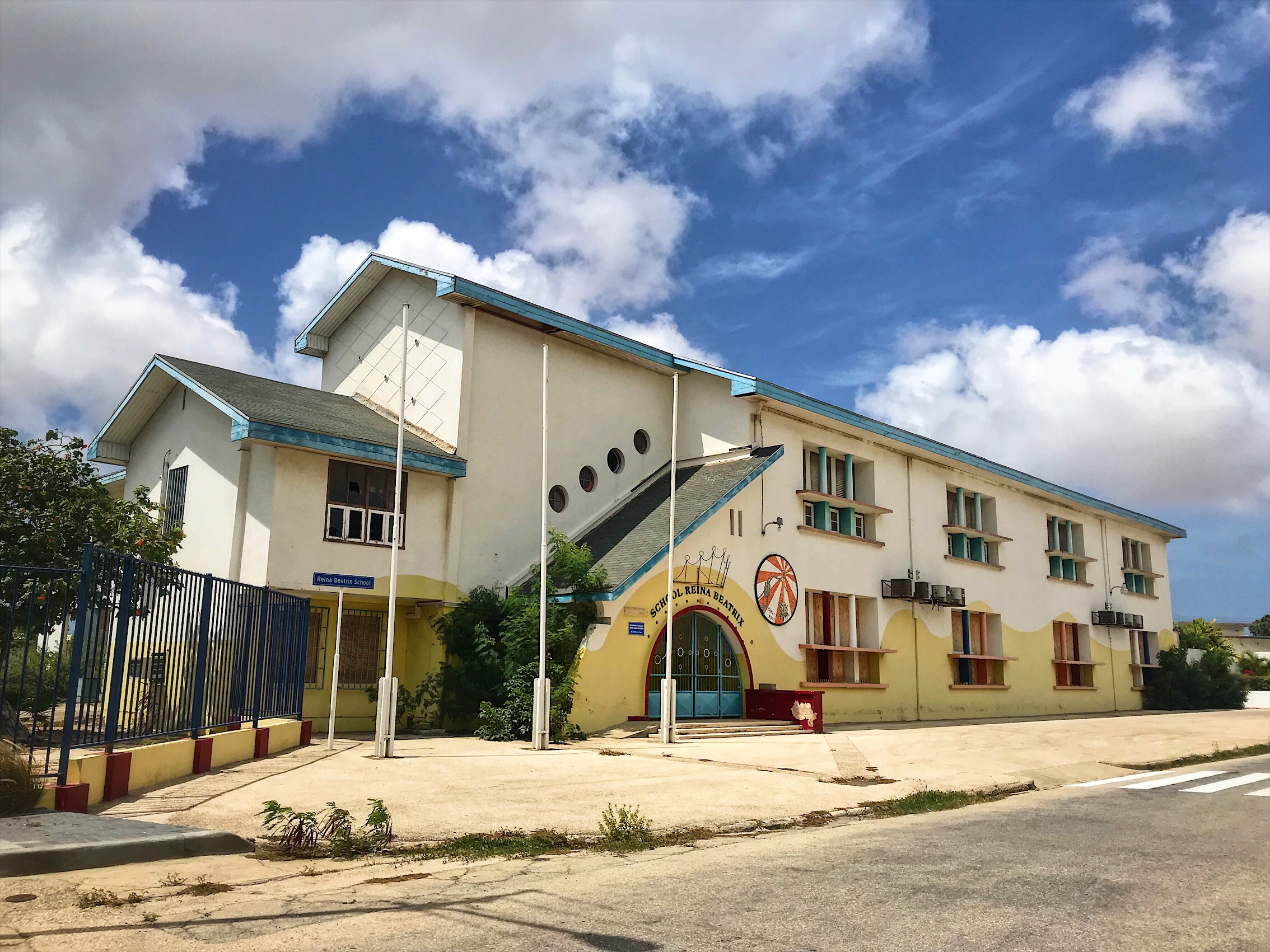
Scol Reina Beatrix in 2018

Op de leeftijd van zes jaar of 5,5 jaar worden kinderen normaal ingeschreven in de basisschool (Scol Basico). Op verzoek van de ouders kan het kind echter op vierjarige leeftijd naar school gaan als het voor de toelatingstoets slaagt. 
|    | School                                                    | Schoolbestuur | Regio                |
| -- | --------------------------------------------------------- | ------------- | -------------------- |
| 1  | Basisschool De Schakel                                    | S.O.C.        | Noord                |
| 2  | Cacique Macuarima School                                  | S.K.O.A.      | Santa Cruz           |
| 3  | Colegio Cristo Rey                                        | S.K.O.A.      | San Nicolas          |
| 4  | Colegio Bon Bini                                          | S.K.O.A.      | Oranjestad           |
| 5  | Colegio Conrado Coronel                                   | openbaar      | Oranjestad           |
| 6  | Colegio Hilario Angela                                    | openbaar      | San Nicolas          |
| 7  | Colegio Laura Wernet Paskel                               | S.K.O.A.      | Santa Cruz           |
| 8  | Colegio F.B. Tromp                                        | S.K.O.A.      | Noord/Tanki Leendert |
| 9  | Colegio Frere Bonifacius                                  | S.K.O.A.      | Oranjestad           |
| 10 | Colegio Ora Ubao                                          | S.K.O.A.      | Noord/Tanki Leendert |
| 11 | Colegio Pastoor Kranwinkel                                | S.K.O.A.      | Paradera             |
| 12 | Colegio Sagrado Curason                                   | S.K.O.A.      | Savaneta             |
| 13 | Colegio San Hose (Scol Arubano Multilingual)              | S.K.O.A.      | Santa Cruz           |
| 14 | Colegio Santa Famia                                       | S.K.O.A.      | Savaneta             |
| 15 | Colegio Santa Filomena                                    | S.K.O.A.      | San Nicolas          |
| 16 | Colegio Santa Teresita                                    | S.K.O.A.      | San Nicolas          |
| 17 | Scol Basico Xander Bogaerts (v/h Comm. Pieter Boerschool) | openbaar      | San Nicolas          |
| 18 | Faith Revival                                             | S.O.A.Z.A.    | Oranjestad           |
| 19 | Graf von Zinzendorf School                                | S.P.C.O.A.    | San Nicolas          |
| 20 | Maria Goretticollege                                      | S.K.O.A.      | Paradera             |
| 21 | Mariaschool                                               | S.K.O.A.      | Santa Cruz           |
| 22 | Mon Plaisirbasis                                          | S.P.C.O.A.    | Oranjestad           |
| 23 | O.L.V. Fatimacollege                                      | S.K.O.A.      | Oranjestad           |
| 24 | Paulusschool                                              | S.K.O.A.      | San Nicolas          |
| 25 | Pius X school                                             | S.K.O.A.      | Oranjestad           |
| 26 | Prinses Amalia Basisschool                                | openbaar      | Oranjestad           |
| 27 | Rosacollege                                               | S.K.O.A.      | Oranjestad           |
| 28 | Rosariocollege                                            | S.K.O.A.      | Oranjestad           |
| 29 | Scol Basico Washington                                    | openbaar      | Noord/Tanki Leendert |
| 30 | Scol Primario Kudawecha                                   | openbaar      | Noord/Tanki Leendert |
| 31 | Scol Reina Beatrix                                        | openbaar      | Oranjestad           |
| 32 | Sint Aloysiusschool                                       | S.K.O.A.      | Noord/Tanki Leendert |
| 33 | Sint Annaschool                                           | S.K.O.A.      | Noord/Tanki Leendert |
| 34 | Sint Dominicus College                                    | S.K.O.A.      | Oranjestad           |
| 35 | Sint Franciscuscollege                                    | S.K.O.A.      | Oranjestad           |
| 36 | Sint Michaelschool                                        | S.K.O.A.      | San Nicolas          |

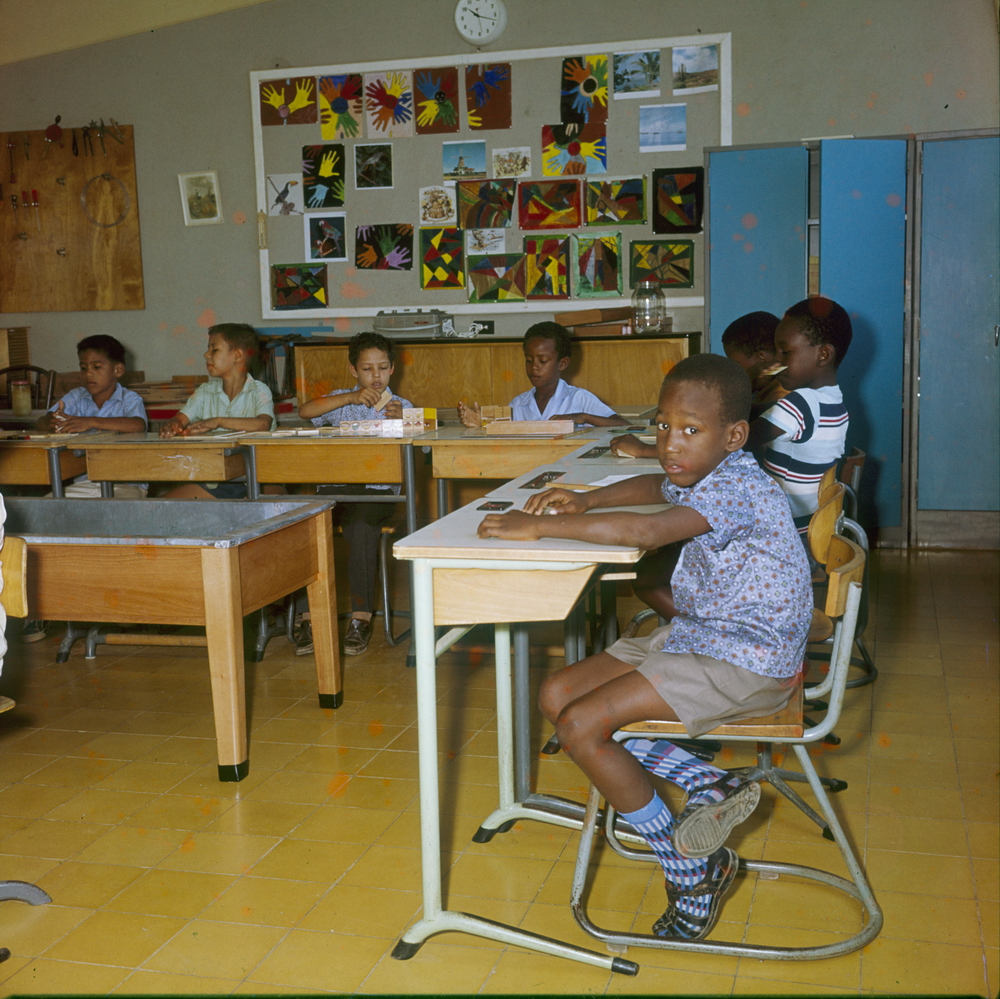
Klaslokaal in een school voor bijzonder lager onderwijs in Aruba in 1964

De basisscholen voor het speciaal onderwijs zijn onderverdeeld in onderwijs voor moeilijk lerende kinderen (MLK) en zeer moeilijk lerende kinderen (ZMLK) en onderwijs voor dove en slechthorende kinderen.

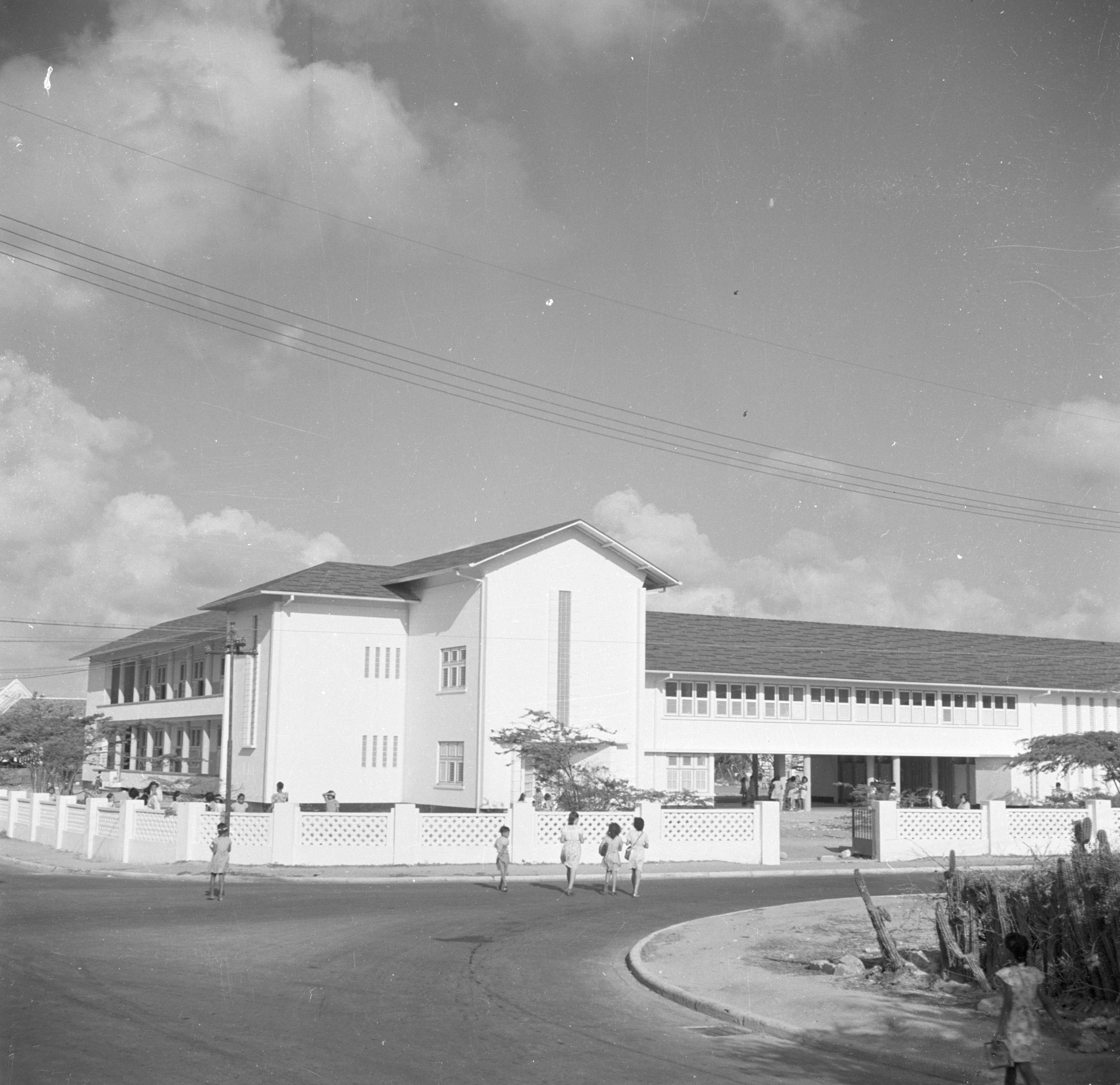
Mavoschool Mariacollege (1947)

|   | School                                     | Schoolbestuur   | Regio      |
| - | ------------------------------------------ | --------------- | ---------- |
| 1 | Caiquetioschool (MLK)                      | S.K.O.A.        | Savaneta   |
| 2 | Scol Dununman (ZMLK)                       | S.V.G.A.        | Santa Cruz |
| 3 | Scol Paso pa Futuro (MLK)                  | openbaar        | Oranjestad |
| 4 | Scol Scucha Nos                            | S.S.A./F.E.P.O. | Oranjestad |
| 5 | Scol Soeur Juliette (MLK) (v/h Emmaschool) | openbaar        | Paradera   |

### Mavo

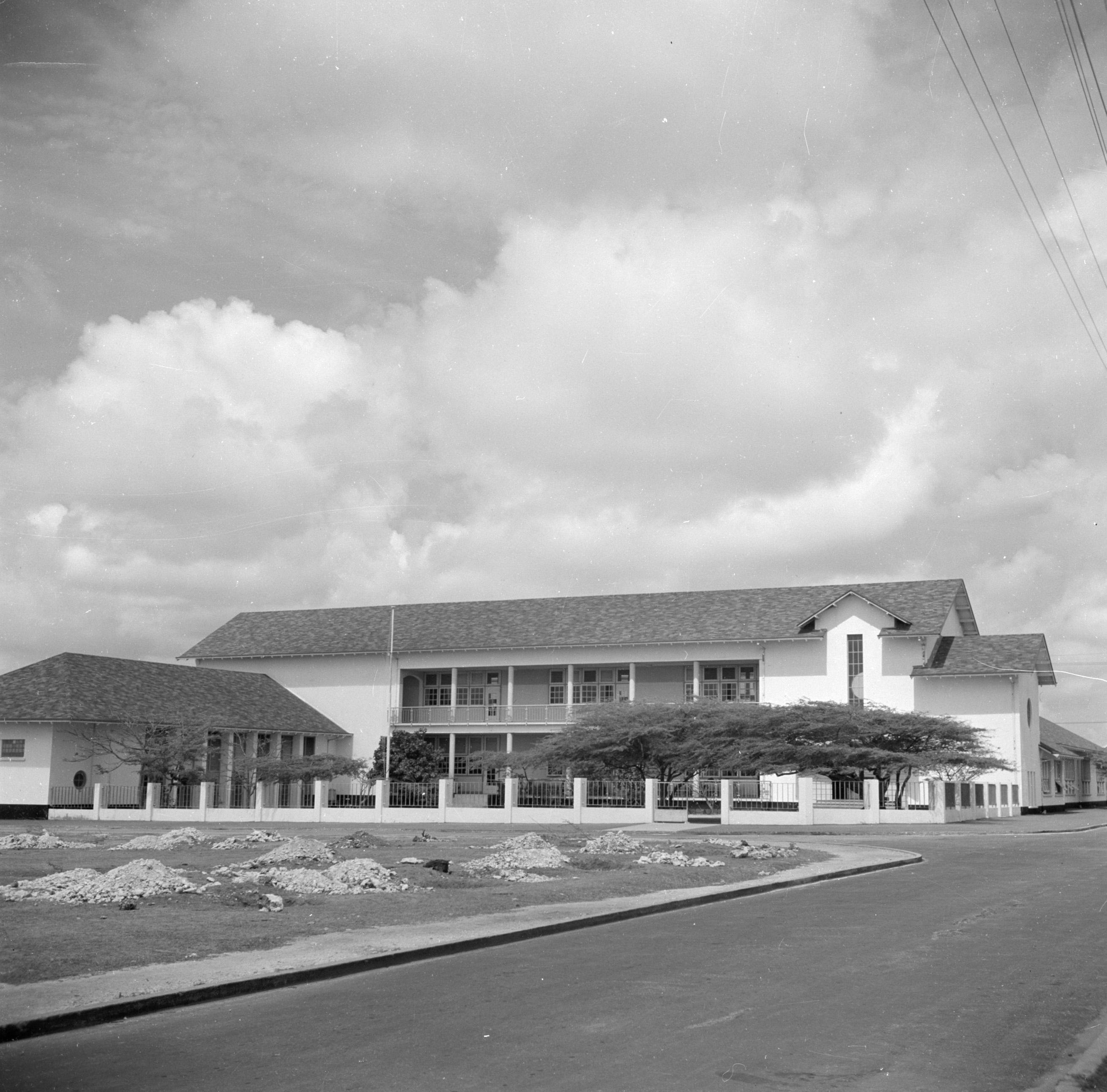
Mavoschool Julianaschool (1947)

Het middelbaar algemeen voortgezet onderwijs is gesplitst in een Ciclo Basico en een Ciclo Avansa. Het Ciclo Basico is een tweejarig programma vanaf het eerste jaar. Afhankelijk van de studieresultaten vindt doorstroming plaats naar het Ciclo Avansa, bestaande uit het derde en vierde jaar.
|    | School                     | Schoolbestuur | Regio                |
| -- | -------------------------- | ------------- | -------------------- |
| 1  | Ceque College              | openbaar      | Noord/Tanki Leendert |
| 2  | C.G. Abraham de Veerschool | openbaar      | San Nicolas          |
| 3  | Colegio San Antonio        | S.K.O.A.      | Santa Cruz           |
| 4  | Colegio San Augustin       | S.K.O.A.      | San Nicolas          |
| 5  | Filomena College           | S.K.O.A.      | San Nicolas          |
| 6  | John Wesley College        | S.P.C.O.A.    | San Nicolas          |
| 7  | Julianaschool              | openbaar      | Oranjestad           |
| 8  | La Salle College           | S.K.O.A.      | Oranjestad           |
| 9  | Maria College              | S.K.O.A.      | Oranjestad           |
| 10 | Mon Plaisir College        | S.P.C.O.A.    | Oranjestad           |
| 11 | Schakel College            | S.O.C.        | Noord                |

### Enseñanza Profesional Basico
Het beroepsonderwijs  maakt onderscheid tussen het voorbereidend beroepsonderwijs (VMBO), in het Papiaments Enseñanza Profesional Basico (EPB) en het middelbaar beroepsonderwijs (MBO), in het Papiaments Enseñanza Profesional Intermedio (EPI).
De EPB werd in 1995 ingevoerd als nieuw type voortgezet onderwijs na de basisschool. De toen bestaande lagere beroepsopleidingen onder het economisch, toeristisch en administratief onderwijs (ETAO), het lager huishoud- en nijverheidsonderwijs (LHNO) en het lager technisch onderwijs (LTO) werden hiermee samengevoegd. De EPB bestaat uit een startjaar met drie niveaus (1, 2 en 3) en een beroepscyclus met de sectoren economie, verzorging en techniek.
|   | School          | Schoolbestuur | Regio       |
| - | --------------- | ------------- | ----------- |
| 1 | EPB Oranjestad  | S.E.P.B.      | Oranjestad  |
| 2 | EPB San Nicolas | S.E.P.B.      | San Nicolas |

### Enseñanza Profesional Intermedio
Op MBO-niveau biedt de EPI vakopleidingen voor middenkaderfuncties in de handel, techniek, horeca en de dienstensector.
|   | School         | Schoolbestuur | Regio      |
| - | -------------- | ------------- | ---------- |
| 1 | EPI Oranjestad | openbaar      | Oranjestad |

### Havo/vwo
De 5-jarige opleidingen havo en vwo hebben een studieprogramma opgedeeld in een Ciclo Basico en een Ciclo Avansa. 

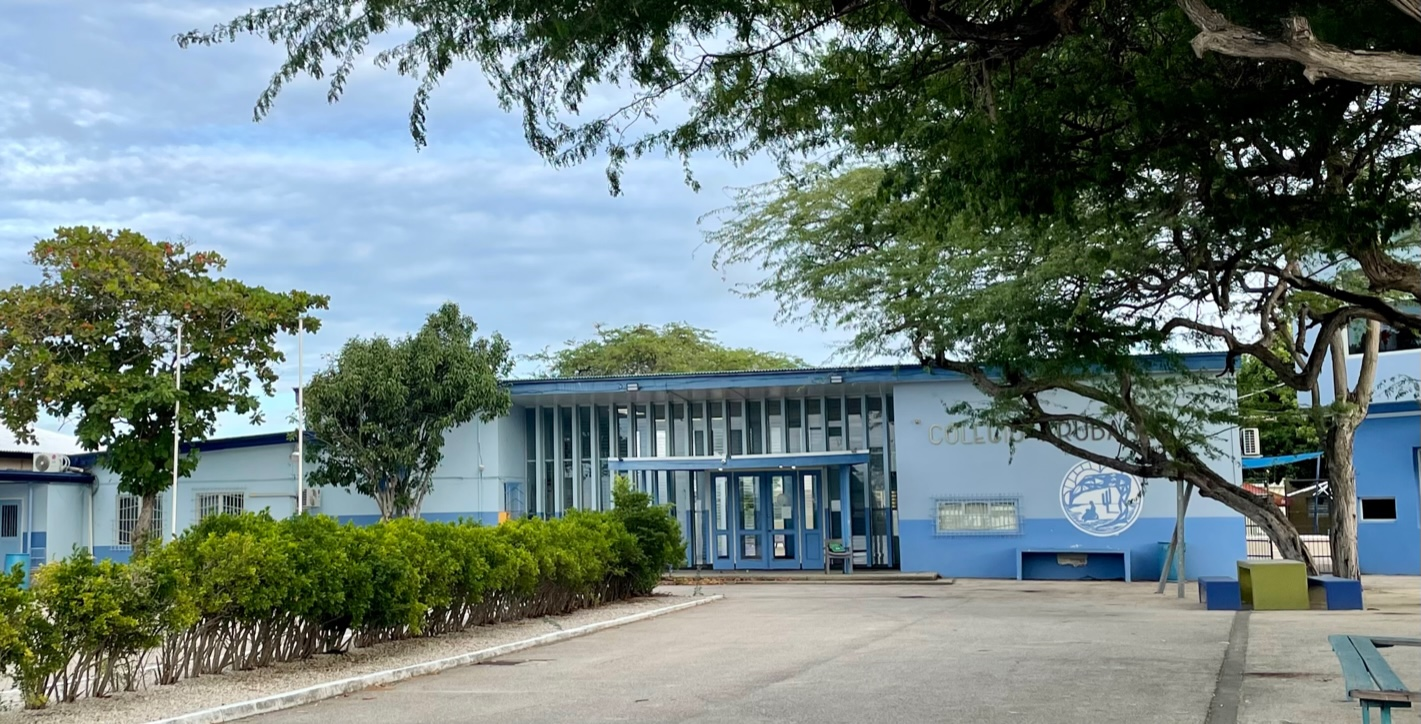
Colegio Arubano in Oranjestad

|   | School                                          | Schoolbestuur | Regio       |
| - | ----------------------------------------------- | ------------- | ----------- |
| 1 | Colegio Arubano                                 | S.M.O.A.      | Oranjestad  |
| 2 | Colegio Nigel Matthew (v/h Colegio San Nicolas) | openbaar      | San Nicolas |
| 3 | Schakel College                                 | S.O.C.        | Noord       |

### Toelichting
- S.E.P.B.: Stichting Educacion Profesional Basico
- S.K.O.A.: Stichting Katholiek Onderwijs Aruba
- S.M.O.A.: Stichting Middelbaar Onderwijs Aruba
- S.O.A.Z.A.: Stichting Onderwijs van de Advent Zending Aruba
- S.O.C.: Stichting Onderwijs Combina
- S.P.C.O.A.: Stichting Protestants-Christelijk Onderwijs Aruba
- S.S.A./F.E.P.O.: Stichting Slechthorenden Aruba
- S.V.E.O.A.: Stichting Volle Evangelie Onderwijs Aruba
- S.V.G.A.: Stichting voor Verstandelijk Gehandicapten Aruba